# Перепись населения США (1880)

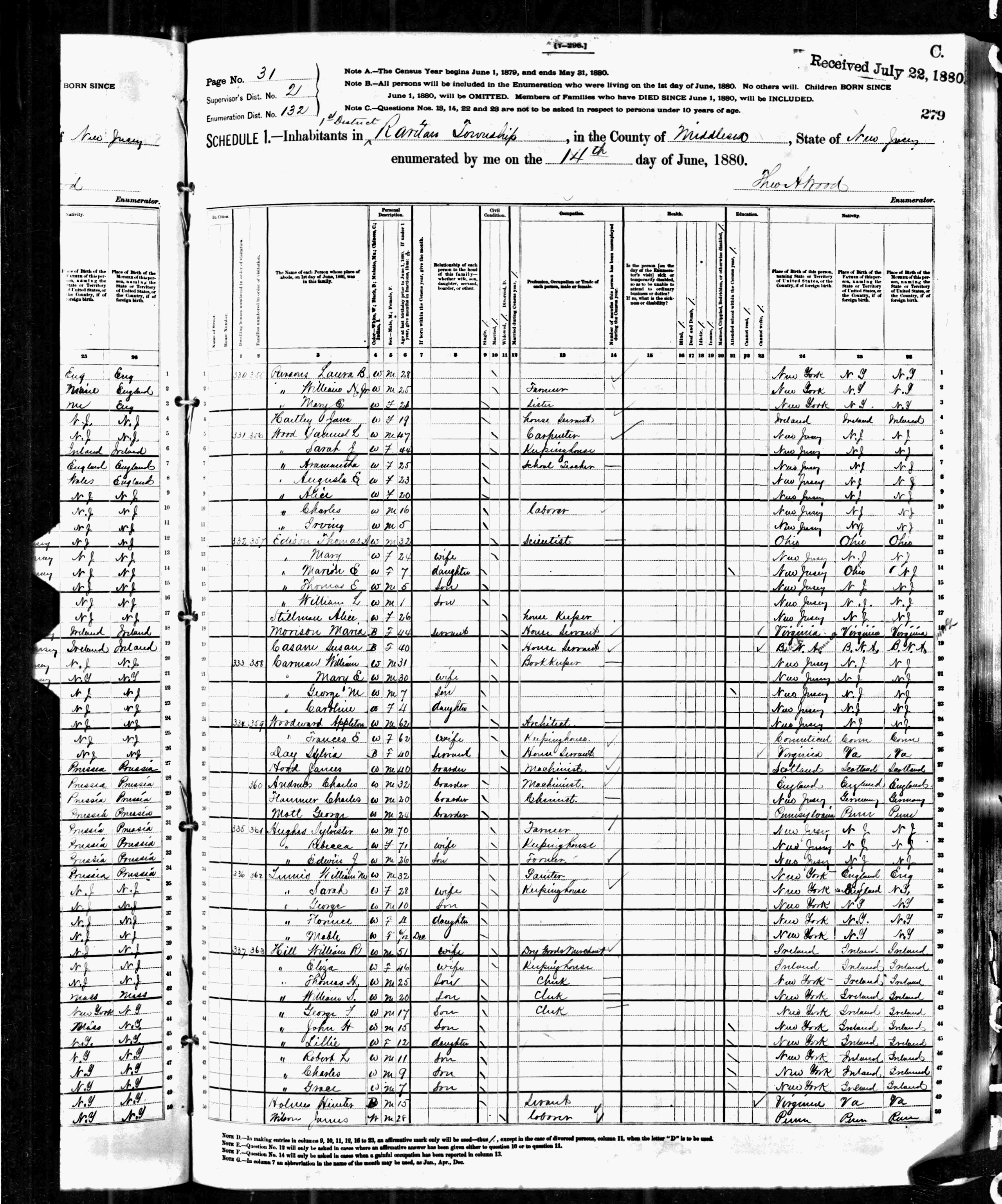
Томас Эдисон в переписи 1880 года

Перепись населения США 1880 года была десятой переписью населения, проводимой на территории США. Она стартовала в июне 1880 года. В её рамках впервые было разрешено участие женщин в качестве интервьюеров, а её руководителем стал Фрэнсис Амаса Уокер.

## Собираемые данные
В переписи 1880 года собирались данные по пяти параметрам:
1. Население. Сходен с данными, полученными в ходе предыдущей переписи, за некоторыми исключениями[5].
2. Смертность. Также использовались данные, полученные в результате переписи населения 1870 года, однако дополнительно были внесены сведения о семейном положении, месте проживания родителей, продолжительности проживания в США.
3. Сельское хозяйство. Значительно расширены были запросы, касающиеся различных культур (в том числе и посевных площадей для них), продолжительности и стоимости наемного труда, ежегодные расходы, включая расходы на строительство, ремонт, закупки удобрений и скота.
4. Социальная статистика. Этот параметр переписи был прерогативой не интервьюеров, а экспертов и специальных агентов[4]. Большинство данных было собрано из переписки с должностными лицами учреждений, обеспечивающих уход и лечение различных слоев населения. Эксперты и специальные агенты также были использованы для сбора данных по оценке должников, посетителей библиотеки, учащихся колледжей, академий и школ, различного рода газет и периодических изданий и прочее[4]. Агенты также должны были собирать сведения на конкретных отраслях промышленности, включая производство чугуна и стали, хлопчатобумажных, шерстяных и камвольных товаров, шелка и шелковых изделий, химической продукции и соли; кокса и стекла, судостроения и др.[4]
5. Производство. Данные по этому параметру значительно расширились в ходе переписи. Были собраны данные о численности работающего населения, средней продолжительности рабочего дня, средней дневной заработной плате квалифицированных механиков и работников и др.

Полные сведения о переписи 1880 года, включая переписные листы и инструкции для интервьюеров доступны в IPUMS.

## Доступ к данным
Некоторые данные 1880-й переписи населения свободно доступны в IPUMS. Совокупные данные для небольших районов, вместе с совместимыми картографическими границами файлы, могут быть скачаны из National Historical Geographic Information System.

## Итоги переписи
Население США по итогам переписи составило 50 189 209, что было ростом на 30,2 % по сравнению с населением 39 818 449 человек по переписи 1870 года. Результаты переписи были использованы для распределения мест в 48-й, 49-й, 50-й, 51-й и 52-й сессии Конгресса Соединенных Штатов. Подсчет итогов переписи 1880 года занял так много времени (около 7 лет), что Бюро Переписи населения подписало контракт с Германом Холлеритом на разработку счетной машины, которая бы использовалась для следующей переписи. Эта перепись привела к так называемому «парадоксу Алабамы».